# سید مسعود خاتمی
سید مسعود خاتمی (زاده ۵ خرداد ۱۳۳۲ خوانسار) پزشک، سیاستمدار و نماینده دوره یازدهم و دوازدهم مجلس شورای اسلامی از حوزه انتخابیه گلپایگان و خوانسار است.
کتاب «طبیب زندان دولتو» که شرح زندگی سید مسعود خاتمی به عنوان چهره پزشک در جنگ ایران و عراق است در تاریخ ۳ مهر ۱۳۹۸ رونمایی شد.
او در یازدهمین دوره انتخابات مجلس شورای اسلامی از حوزه انتخابیه گلپایگان و خوانسار ثبت نام کرد و بعد از تأیید صلاحیت در لیست شورای ائتلاف اصولگرایان قرار گرفت.
سوابق اجرایی
- ریاست بهداری کل سپاه پاسداران از سال ۱۳۶۳ تا ۱۳۶۷
- معاونت بهداشت و درمان بنیاد مستضعفان[۵] از سال ۱۳۶۸ تا ۱۳۷۴
- ریاست دانشگاه علوم پزشکی بقیةالله (عج)[۶] از سال ۱۳۷۴ تا ۱۳۸۳
- ریاست جمعیت هلال احمر جمهوری اسلامی ایران[۷] از سال ۱۳۸۴ تا ۱۳۸۹
- ریاست سازمان بسیج جامعه پزشکی کشور[۸]
- مشاور عالی وزیر بهداشت، درمان و آموزش پزشکی
- عضو کمیسیون آینده نگاری شورای عالی انقلاب فرهنگی
- عضو هیئت مؤسس بسیج جامعه پزشکی
- عضو هیئت مدیره بنیاد بین‌المللی امداد و نجات[۹]

## سوابق علمی
- استاد تمام دانشگاه[۱۰]
- رئیس قطب علمی ترومای ایران[۱۱]